# Estranheza (física)
Na física de partículas, estranheza, notada como {\displaystyle S}, é a propriedade das partículas, expressa como um número quântico para descrever a decomposição das partículas em reações fortes e eletromagnéticas que ocorrem em um curto período de tempo. A estranheza das partículas é definida como:
{\displaystyle S=N_{\overline {s}}-N_{s}}  onde  {\displaystyle N_{\overline {s}}} representa o número de antiquarks estranho ({\displaystyle {\overline {s}}}) e {\displaystyle N_{s}\ }representa o número de quarks estranho.
A derivação da palavra "estranho" ou "estranheza" provém do descobrimento dos quarks e foi adotado depois de seu descobrimento para preservar a continuidade da frase; a estranheza das anti-partículas estão referidas a +1 e as partículas a -1 como foi a definição original. Para todos os números quânticos de sabor de quarks (strange, charm, up, down) a convenção é que a carga de sabor e a carga elétrica de um quark têm o mesmo sinal. Com isso, qualquer sabor levado por um méson carregado tem o mesmo sinal e assim a carga.